# Aleksandr Ponomarjov (1918)
Aleksandr Ponomarjov (Russisch: Александр Семёнович Пономарёв, Oekraïens: Олександр Семенович Пономарьов ) (Horlivka, 23 april 1918 – Moskou,  7 juni 1973 ) was een voetballer en trainer van Oekraïense afkomst die uitkwam voor de Sovjet-Unie. Met 153 goals in de hoogste klasse van de Sovjetcompetitie moet hij in de geschiedenisboeken enkel Oleh Blochin voor laten gaan. Zijn naam in het Oekraïens is Oleksandr Ponomarjov, maar voor het uiteenvallen van de Sovjet-Unie was de Russische schrijfwijze de gebruikelijker waardoor hij enkel onder deze naam bekend is.

## Biografie
Ponomarjov begon zijn carrière in zijn thuisstad Horlivka, maar maakte al snel de overstap naar Traktor Stalingrad. Tijdens de Tweede Wereldoorlog lag zijn carrière stil en na de oorlog ging hij aan de slag bij Torpedo Moskou. In 1946 werd hij topschutter van de competitie met 18 goals en in 1949 won hij met Torpedo de beker. In 1951 maakte hij de overstap naar Sjachtjor Stalino, het huidige Sjactar Donetsk, waarmee hij derde eindigde in 1951, de beste notering voor het team ooit tot dan toe. Doordat de Sovjet-Unie twintig jaar lang geen officiële wedstrijden speelde werd hem een carrière als international ontzegd.
Na zijn spelerscarrière werd hij trainer en bleef hij bij zijn vorige werkgever Sjachtjor Stalino, dat inmiddels in de tweede klasse verzeild geraakt was. Hij leidde het team in 1954 terug naar de hoogste klasse. In 1960 ging hij naar Avangard Charkov, waarmee hij zesde eindigde in de hoogste klasse, de beste plaats ooit voor de club. Hierna ging hij voor Dinamo Moskou trainen en werd er in 1963 kampioen mee.
In 1972 won hij een bronzen medaille op de Olympische Spelen in München en leidde hij zijn team ook naar de tweede plaats op het EK.
Hij overleed op amper 55-jarige leeftijd in 1973. Zijn zoon Volodymyr is ook voetballer en trainer.